# Sportler des Jahres (Slowakei)
Wie in vielen Ländern wird auch in der Slowakei alljährlich ein Sportler des Jahres (Originalname: Športovec roka) gewählt. Er wird seit dem Jahr 1993 vom Verband der slowakischen Sport-Journalisten gewählt. Vor dieser Zeit erfolgte sie im gemeinsamen Staat mit Tschechien in der Tschechoslowakei.
Es werden sowohl Einzelsportler als auch erfolgreiche Teams gekürt. Damen und Herren werden in einer gemeinsamen Kategorie ausgewählt. Bisher wurde die Auszeichnung an vierzehn verschiedene Sportler verleiht. Die erfolgreichsten Einzelsportler sind Martina Moravcová (Schwimmen) mit sechs Auszeichnungen und Michal Martikán (Kanuslalom) mit vier Auszeichnungen.
Die Teamauszeichnung wurde bisher von zehn Teams von acht verschiedenen Sportdisziplinen erreicht. Die erfolgreichsten sind das Vierer-Kajak-Team mit sechs Auszeichnungen und die slowakische Eishockeynationalmannschaft mit fünf Auszeichnungen.

## Auszeichnungen

### Einzelsportler
| Farblegende |
| ----------- |
| Sportler    |
| Sportlerin  |

| Jahr | Name                                  | Sportart   |
| ---- | ------------------------------------- | ---------- |
| 1993 | Martina Moravcová                     | Schwimmen  |
| 1994 | Milan Dvorščík                        | Radfahren  |
| 1995 | Martina Moravcová                     | Schwimmen  |
| 1996 | Michal Martikán                       | Kanuslalom |
| 1997 | Michal Martikán                       | Kanuslalom |
| 1998 | Martina Moravcová                     | Schwimmen  |
| 1999 | Jozef Gönci                           | Schießen   |
| 2000 | Martina Moravcová                     | Schwimmen  |
| 2001 | Martina Moravcová                     | Schwimmen  |
| 2002 | Peter Bondra                          | Eishockey  |
| 2003 | Martina Moravcová                     | Schwimmen  |
| 2004 | Elena Kaliská                         | Kanuslalom |
| 2005 | Dominik Hrbatý                        | Tennis     |
| 2006 | Radoslav Židek                        | Snowboard  |
| 2007 | Michal Martikán                       | Kanuslalom |
| 2008 | Michal Martikán                       | Kanuslalom |
| 2009 | Peter Hochschorner Pavol Hochschorner | Kanuslalom |
| 2010 | Anastasiya Kuzmina                    | Biathlon   |
| 2011 | Peter Hochschorner Pavol Hochschorner | Kanuslalom |
| 2012 | Zuzana Štefečeková                    | Schießen   |
| 2013 | Peter Sagan                           | Radfahren  |
| 2014 | Anastasiya Kuzmina                    | Biathlon   |
| 2015 | Peter Sagan                           | Radfahren  |
| 2016 | Matej Tóth                            | Gehen      |
| 2017 | Peter Sagan                           | Radfahren  |
| 2018 | Anastasiya Kuzmina                    | Biathlon   |
| 2019 | Petra Vlhová                          | Ski Alpin  |
| 2020 | Petra Vlhová                          | Ski Alpin  |
| 2021 | Petra Vlhová                          | Ski Alpin  |
| 2022 |                                       |            |
| 2023 |                                       |            |
| 2024 | Julius Kralik                         | Fechten    |

### Teamauszeichnungen
| Jahr | Sportart   | Team                                 |
| ---- | ---------- | ------------------------------------ |
| 1993 | Basketball | Slowakisches Damennationalteam       |
| 1994 | Eishockey  | Slowakische Nationalmannschaft       |
| 1995 | Eishockey  | Slowakische Nationalmannschaft       |
| 1996 | Basketball | MBK Ružomberok                       |
| 1997 | Basketball | Slowakisches Damennationalteam       |
| 1998 | Biathlon   | Slowakisches Damennationalteam       |
| 1999 | Basketball | MBK Ružomberok                       |
| 2000 | Eishockey  | Slowakische Nationalmannschaft       |
| 2001 | Kanusport  | Slowakisches Vierer-Kajak-Team       |
| 2002 | Eishockey  | Slowakische Nationalmannschaft       |
| 2003 | Kanusport  | Slowakisches Vierer-Kajak-Team       |
| 2004 | Kanusport  | Slowakisches Vierer-Kajak-Team       |
| 2005 | Tennis     | Slowakische Davis-Cup-Mannschaft     |
| 2006 | Kanusport  | Slowakisches Vierer-Kajak-Team       |
| 2007 | Kanusport  | Slowakisches Vierer-Kajak-Team       |
| 2008 | Kanusport  | Slowakisches Vierer-Kajak-Team       |
| 2009 | Fußball    | Slowakische Nationalmannschaft       |
| 2010 | Fußball    | Slowakische Nationalmannschaft       |
| 2011 | Volleyball | Slowakische Nationalmannschaft       |
| 2012 | Eishockey  | Slowakische Nationalmannschaft       |
| 2013 | Basketball | Good Angels Košice                   |
| 2014 | Fußball    | Slowakische Nationalmannschaft       |
| 2015 | Fußball    | Slowakische Nationalmannschaft       |
| 2016 | Kanusport  | Slowakisches Vierer-Kajak-Team       |
| 2017 | Ski Alpin  | Slowakisches gemischtes Abfahrt-Team |
| 2018 | Biathlon   | Slowakisches Damennationalteam       |
| 2019 | Kanuslalom | Slowakisches Kanuslalom-Team         |
| 2020 | Fußball    | Slowakische Nationalmannschaft       |
| 2021 | Kanusport  | Slowakisches Vierer-Kajak-Team       |

### Sportlegenden
Seit 2010 werden vom Verband der slowakischen Sport-Journalisten Einzelsportler zur Sportlegende ausgerufen. Die bisherigen Ausgezeichneten sind:
| Jahr | Name                          | Sportart       |
| ---- | ----------------------------- | -------------- |
| 2010 | Ján Zachara                   | Boxen          |
| 2011 | Jozef Golonka                 | Eishockey      |
| 2012 | Jozef Adamec                  | Fußball        |
| 2013 | Anton Frolo                   | Handball       |
| 2014 | Eva Šuranová                  | Leichtathletik |
| 2015 | Karol Divín                   | Eiskunstlauf   |
| 2016 | Marianna Némethová-Krajčírová | Gymnastik      |
| 2017 | Jozef Pribilinec              | Gehen          |
| 2018 | Stanislav Kropilák            | Basketball     |
| 2019 | Jozef Plachý                  | Leichtathletik |
| 2020 | Igor Liba                     | Eishockey      |
| 2021 | Miloslav Mečíř                | Tennis         |